# Benning Ridge
Pour les articles homonymes, voir Benning.
 (mai 2014).
Benning Ridge (littéralement la « Crête de Benning ») est un quartier résidentiel situé au Sud-Est de Washington DC. Il est délimité par le parc Fort Chaplin au Nord-Ouest, l'avenue du Sud (South Avenue) au Sud, la rue de Benning à l'Est, et Ridge Road SE à l'Ouest.
Benning Ridge est un quartier insolite de par son emplacement à l'Est de la rivière Anacostia, bien qu'il soit entouré par la classe ouvrière et à faible revenu des quartiers afro-américains ; Benning Ridge est plutôt riche, avec une population diversifiée de classe moyenne et supérieure constituée de résidents blancs et noirs.[réf. souhaitée]
Benning Ridge est également le point de départ de certains des projets de logement les plus célèbres de la ville, dont Eastgate Gardens, qui a été démoli en 2000, et Benning Terrace à l'Est, également appelée par de nombreux résidents de longue date la « ville simple » (Simple city), à cause de son très fort taux de criminalité à caractère violent de longue date.[réf. souhaitée]